# Kazimierz Materski

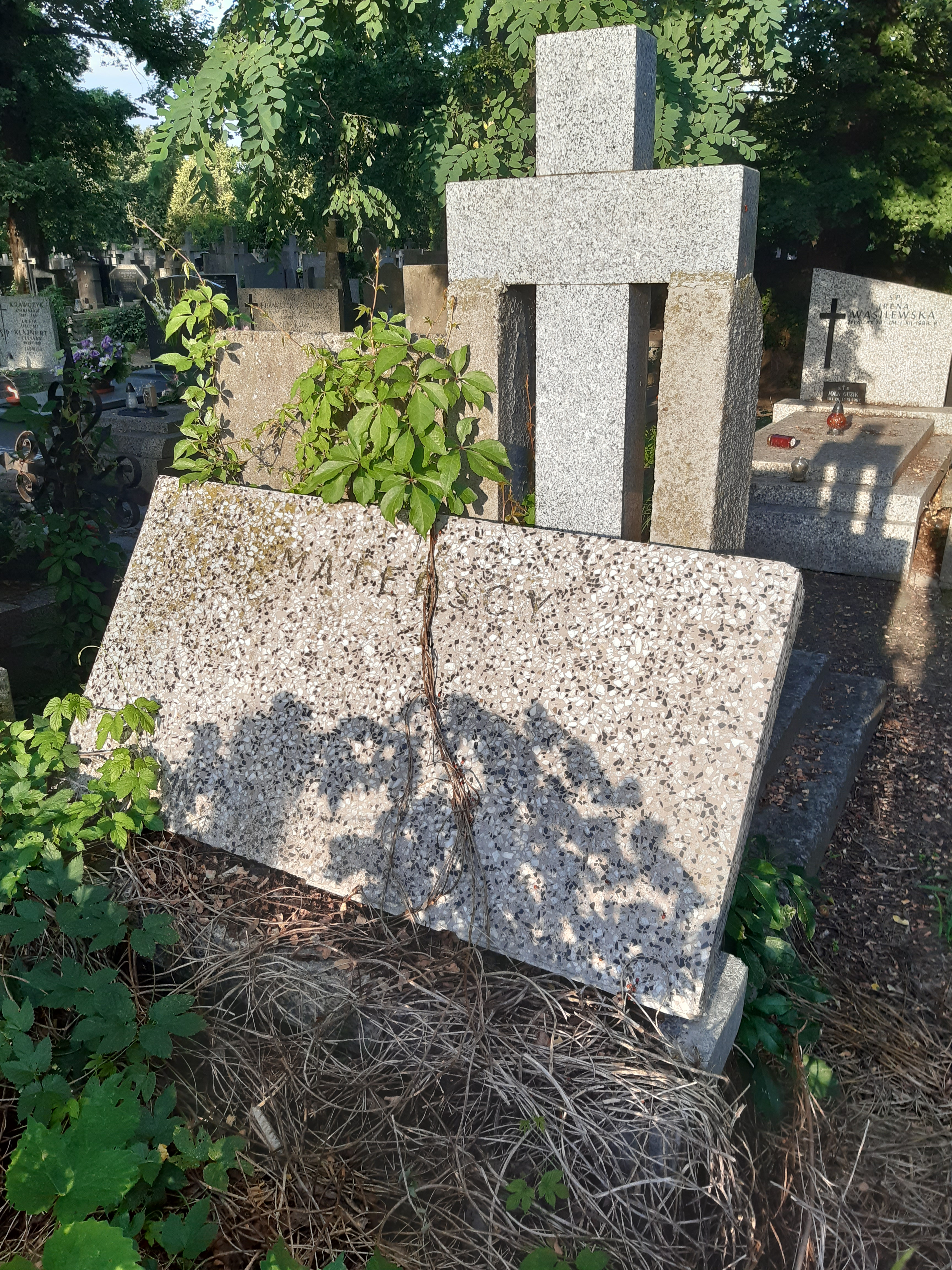
Grób piłkarza i hokeisty Kazimierza Materskiego na cmentarzu Bródnowskim

Kazimierz Ładysław Materski (ur. 23 września 1906 w Warszawie, zm. 3 lutego 1971 w Warszawie) – polski piłkarz i hokeista, olimpijczyk.

## Życiorys
Absolwent warszawskiego  Gimnazjum im. Tadeusza Reytana (1927), Wydziału Prawa Uniwersytetu Warszawskiego oraz Szkoły Podchorążych Rezerwy Łączności w Centrum Wyszkolenia Łączności w Zegrzu. Na stopień podporucznika został mianowany ze starszeństwem z 1 stycznia 1938 i 35. lokatą w korpusie oficerów rezerwy łączności.
Piłkarz, napastnik i pomocnik warszawskich klubów Orkana, Legii i Warszawianki. W ekstraklasie w latach 1928–1934 rozegrał 76 meczów (trzy w barwach Legii, pozostałe w barwach Warszawianki) zdobywając 12 bramek.
Reprezentant Polski w hokeju na lodzie – 28 występów, zdobywca jednego gola. Był w składzie polskiej drużyny na Igrzyska Olimpijskie w Lake Placid w 1932 oraz na mistrzostwa świata w 1931 i 1933. Mistrz Polski z 1933 w barwach Legii.
W czasie wojny uczestnik kampanii wrześniowej oraz oficer 2 Korpusu gen. Andersa. Pochowany na cmentarzu Bródnowskim (kwatera 24G-3-4).